# Цзян Нин
Цзян Нин (кит. трад. 姜宁, упр. Jiāng Nìng; 1 сентября, 1986, Циндао, Шаньдун, КНР) — китайский футболист, полузащитник клуба китайской Суперлиги «Хэбэй Чайна Форчун».

## Карьера
Нин начал свою футбольную карьеру, когда присоединился к юниорской академии «Циндао Чжуннэн» в возрасте 11 лет. Он дебютировал в клубе в сезоне 2004 года, в матче против «Интер Шанхай» 16 мая 2004 года, забив гол в этом матче, а в сезоне 2005 года он был лучшим бомбардиром команды с шестью голами. В сезоне 2006 года он снова стал лучшим бомбардиром клуба с семью голами, включая хет-трик против «Чунцин Лифань». В течение сезона 2009 года выступления Цзяна в «Циндао» были яркими, и стало известно об интересе к игроку со стороны российской команды, выступающей в премьер-лиге, «Спартак (Москва)».